# Morti nel 1970/Giugno
| Questa pagina contiene informazioni ricavate automaticamente dalle voci biografiche con l'ausilio del template Bio e di un bot. L'aggiornamento è periodico e automatico e ricostruisce completamente la pagina. Se manca una persona in questa lista, sei pregato di non aggiungerla, ma accertati piuttosto che la sua voce biografica contenga il template Bio e che i dati anagrafici siano correttamente compilati. Se il template Bio manca, inseriscilo tu stesso o, in alternativa, metti l'avviso {{tmp\|Bio}} che ne segnala la mancanza. Se i dati riportati sono sbagliati, correggi direttamente la voce biografica; le modifiche saranno visibili in questa lista entro pochi giorni. Per chiarimenti vedi il progetto biografie. La lista contiene solo le 91 persone che sono citate nell'enciclopedia e per le quali è stato implementato correttamente il template Bio. Pagina aggiornata al 3 mar 2024. |

- 1º giugno - Pedro Eugenio Aramburu, politico e generale argentino (n. 1905)
- 1º giugno - Eemil Luukka, politico finlandese (n. 1892)
- 1º giugno - Giuseppe Ungaretti, poeta, scrittore e traduttore italiano (n. 1888)
- 2 giugno - Giovanni Annoni, militare italiano (n. 1911)
- 2 giugno - Orhan Kemal, scrittore turco (n. 1914)
- 2 giugno - Albert Lamorisse, regista, produttore cinematografico e scrittore francese (n. 1922)
- 2 giugno - Bruce McLaren, pilota automobilistico e ingegnere neozelandese (n. 1937)
- 2 giugno - Quadrio Pirani, ingegnere e architetto italiano (n. 1878)
- 2 giugno - Lucía Sánchez Saornil, poeta e anarchica spagnola (n. 1895)
- 3 giugno - Pietro Germani, politico italiano (n. 1903)
- 3 giugno - Roberto Longhi, storico dell'arte e critico d'arte italiano (n. 1890)
- 3 giugno - Hjalmar Schacht, economista e politico tedesco (n. 1877)
- 3 giugno - Wilhelm Speidel, generale tedesco (n. 1895)
- 4 giugno - Josep Carner, poeta spagnolo (n. 1884)
- 4 giugno - Clifton Cates, generale statunitense (n. 1893)
- 4 giugno - Branch McCracken, cestista, giocatore di football americano e allenatore di pallacanestro statunitense (n. 1908)
- 4 giugno - Sonny Tufts, attore statunitense (n. 1911)
- 5 giugno - Carlo Vischia, politico italiano (n. 1894)
- 6 giugno - Camille Bombois, pittore francese (n. 1883)
- 6 giugno - Elvio Calderoni, attore italiano (n. 1926)
- 6 giugno - Friedrich Köchling, generale tedesco (n. 1893)
- 6 giugno - Keller Rockey, generale statunitense (n. 1888)
- 7 giugno - E. M. Forster, scrittore britannico (n. 1879)
- 8 giugno - Valentin Feurstein, generale austriaco (n. 1885)
- 8 giugno - Abraham Maslow, psicologo statunitense (n. 1908)
- 8 giugno - Nicola Pende, politico e medico italiano (n. 1880)
- 9 giugno - Rafael Ángel Calderón Guardia, politico costaricano (n. 1900)
- 9 giugno - Piero Girace, giornalista, scrittore e critico d'arte italiano (n. 1904)
- 9 giugno - Attilio Marinangeli, missionario italiano (n. 1913)
- 9 giugno - Aladdin Pallante, violinista e attore statunitense (n. 1912)
- 10 giugno - Bartolomé Blanche, generale e politico cileno (n. 1879)
- 10 giugno - Santiago Herrero, pilota motociclistico spagnolo (n. 1942)
- 11 giugno - Gaspar DiGregorio, criminale statunitense (n. 1905)
- 11 giugno - Aleksandr Fëdorovič Kerenskij, politico russo (n. 1881)
- 11 giugno - Frank Laubach, mistico e missionario statunitense (n. 1884)
- 11 giugno - Henri Lefèbvre, lottatore francese (n. 1905)
- 11 giugno - Giuseppe Ruotolo, vescovo cattolico italiano (n. 1898)
- 11 giugno - Frank Silvera, attore statunitense (n. 1914)
- 12 giugno - Boris Pavlovič Belousov, chimico e biofisico sovietico (n. 1893)
- 12 giugno - Raúl Silva Castro, giornalista, critico letterario e scrittore cileno (n. 1905)
- 13 giugno - Nico Buwalda, calciatore olandese (n. 1890)
- 13 giugno - Giorgio Cencetti, paleografo e archivista italiano (n. 1908)
- 13 giugno - Leslie Groves, generale statunitense (n. 1896)
- 13 giugno - Piero Pilati, calciatore italiano (n. 1903)
- 14 giugno - Giuseppe Corrias, militare italiano (n. 1892)
- 14 giugno - William H. Daniels, direttore della fotografia statunitense (n. 1901)
- 14 giugno - Irene Guest, nuotatrice statunitense (n. 1900)
- 14 giugno - Roman Ingarden, filosofo polacco (n. 1893)
- 14 giugno - Guido Malatesta, regista cinematografico, sceneggiatore e giornalista italiano (n. 1919)
- 14 giugno - Bachisio Raimondo Motzo, storico italiano (n. 1883)
- 15 giugno - John Noble Kennedy, generale scozzese (n. 1893)
- 15 giugno - Robert Morrison MacIver, sociologo scozzese (n. 1882)
- 15 giugno - Henri Queuille, politico francese (n. 1884)
- 16 giugno - Sydney Chapman, geofisico britannico (n. 1888)
- 16 giugno - Heino Eller, compositore e docente estone (n. 1887)
- 16 giugno - Lonnie Johnson, cantante e chitarrista statunitense (n. 1899)
- 16 giugno - Brian Piccolo, giocatore di football americano statunitense (n. 1943)
- 16 giugno - Hortense Powdermaker, antropologa statunitense (n. 1896)
- 16 giugno - Wayne Shanklin, compositore, musicista e produttore discografico statunitense (n. 1916)
- 16 giugno - Elsa Triolet, scrittrice e partigiana francese (n. 1896)
- 17 giugno - Henri Vidon, attore britannico (n. 1887)
- 18 giugno - Henry Hintermeister, pittore e illustratore statunitense (n. 1897)
- 18 giugno - Giampietro Domenico Pellegrini, politico, economista e scrittore italiano (n. 1899)
- 19 giugno - Jacques Hébertot, giornalista, editore e drammaturgo francese (n. 1886)
- 19 giugno - Vladimir Alekseevič Ivanov, iranista e islamista russo (n. 1886)
- 19 giugno - Adele Maria Jemolo, partigiana e politica italiana (n. 1926)
- 19 giugno - Sjaak Köhler, nuotatore e pallanuotista olandese (n. 1902)
- 20 giugno - Angelo Crippa, architetto e disegnatore italiano (n. 1882)
- 21 giugno - Piers Courage, pilota di Formula 1 inglese (n. 1942)
- 21 giugno - Cecil Roth, storico e insegnante inglese (n. 1899)
- 21 giugno - Sukarno, politico indonesiano (n. 1901)
- 22 giugno - René Bouscat, generale francese (n. 1891)
- 22 giugno - Antonio Capetti, ingegnere italiano (n. 1895)
- 22 giugno - Dixon Fiske, pallanuotista statunitense (n. 1914)
- 22 giugno - Đặng Thùy Trâm, chirurgo e scrittrice vietnamita (n. 1943)
- 22 giugno - Grete Wiesenthal, ballerina, attrice e coreografa austriaca (n. 1885)
- 22 giugno - Tudor Collins, fotografo neozelandese (n. 1898)
- 23 giugno - Fortunato Yambao, cestista filippino (n. 1912)
- 24 giugno - Man Singh II, principe, politico e diplomatico indiano (n. 1912)
- 24 giugno - Francesco Casnati, giornalista italiano (n. 1892)
- 26 giugno - Leopoldo Marechal, poeta, drammaturgo e scrittore argentino (n. 1900)
- 27 giugno - István Fekete, scrittore ungherese (n. 1900)
- 27 giugno - Dan Kinsey, ostacolista statunitense (n. 1902)
- 27 giugno - Pierre Mac Orlan, artista e scrittore francese (n. 1882)
- 28 giugno - Alma Macrorie, montatrice statunitense (n. 1904)
- 29 giugno - Stefan Andres, scrittore tedesco (n. 1906)
- 29 giugno - Hank Bruder, giocatore di football americano statunitense (n. 1907)
- 29 giugno - Günther Messner, alpinista e esploratore italiano (n. 1946)
- 29 giugno - Edwin Morris, generale britannico (n. 1889)
- 29 giugno - Salvador de la Plaza, politico e sindacalista venezuelano (n. 1896)
- 30 giugno - Ștefan Barbu, calciatore rumeno (n. 1908)